# WinImage
WinImage ist ein Programm zum Erstellen, Lesen und Schreiben von Speicherabbildern unter Windows. Es wird von Gilles Vollant entwickelt.
WinImage wurde 1993 als Programm für Disketten-Speicherabbilder für Windows NT 3.1 entwickelt. Es bietet die Möglichkeit, Disketten auszulesen und als Speicherabbild auf der Festplatte zu speichern, diese zu bearbeiten und Speicherabbilder wieder mitsamt Bootsektor auf Diskette zu schreiben. Dabei werden alle gängigen 5,25"- und 3,5"-Diskettenformate sowie seltenere Standards wie DMF unterstützt. In neueren Version werden auch ISO-Abbilder sowie VHD- und VMDK-Festplattenabbilder (FAT und FAT32 schreibend, NTFS und ext2 lesend) unterstützt.
Die neueste Version von WinImage ist 11.0, die Windows XP und neuere Betriebssysteme jeweils als 32- und 64-Bit-Ausgabe unterstützt. WinImage ist ein Shareware-Programm, das 30 Tagen kostenlos getestet werden kann. Danach ist der Erwerb einer kostenpflichtigen Lizenz notwendig.
WinImage ist eines der am weitesten verbreiteten Programme seiner Art. Von der Portalseite CNET wurde die Ausgabe 9.00 mehr als eine halbe Million Mal heruntergeladen.

## Sicherheit
Das Installationsprogramm von WinImage und alle mit WinImage erstellten selbstentpackenden ausführbaren Archive für Microsoft Windows haben Sicherheitslücken.